# Cecilia Maria de Candia
Cecilia Maria de Candia nota con il nome di penna di Mrs Godfrey Pearse (Londra, 7 marzo (General Register Office London, Kensigton, atto registrato il 26 marzo 1853). 1853 – Bordighera, 26 maggio 1926) è stata una scrittrice italo-britannica e cantante amatoriale.
Era la figlia di due celebri cantanti lirici, Giulia Grisi e Giovanni Matteo De Candia, il padre cantava con il nome popolare di Mario, ed era figlio minore di Stefano de Candia, Regio Governatore Generale di Nizza, marchese di Candia e aiutante di campo del re di Sardegna, Carlo Felice di Savoia.

## Biografia

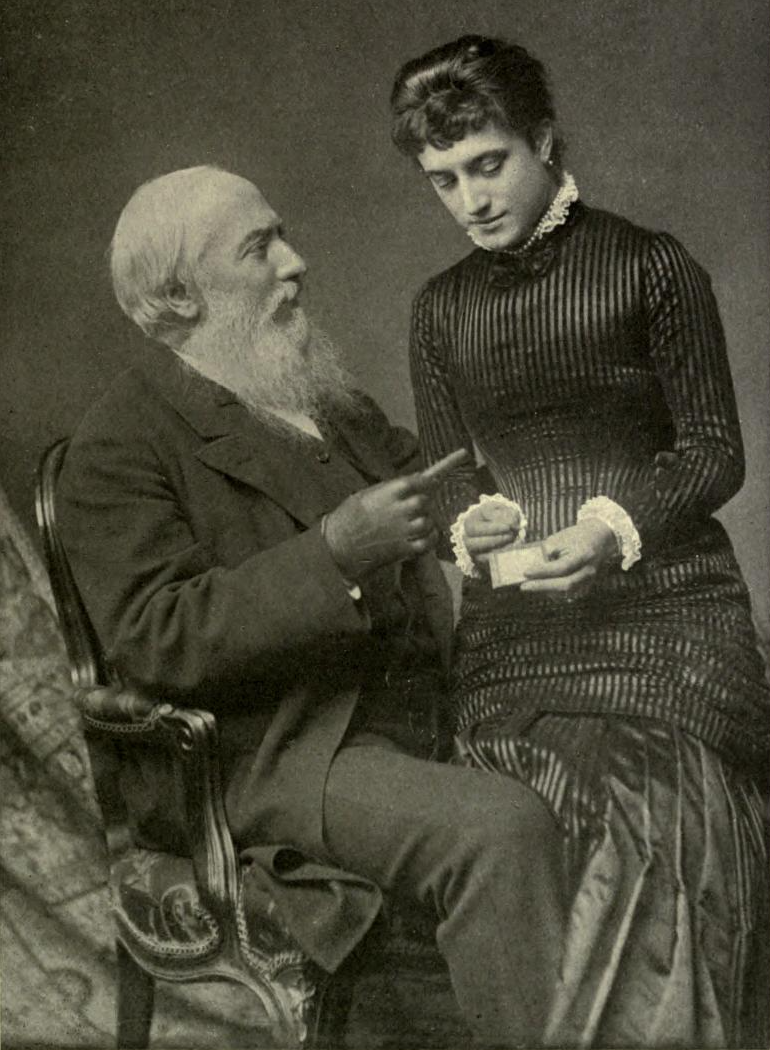
Cecilia Maria de Candia con suo padre Mario

Nella sua infanzia viaggiò molto con i suoi genitori, che avevano trasferito la loro dimora da Firenze a Parigi, e dopo essersi trasferiti stagionalmente nel Regno Unito si stabilirono a Londra nel 1869. Maria Cecilia crebbe circondata dall'élite artistica europea, dagli amici e dai colleghi dei suoi genitori: cantanti lirici, musicisti, pittori, amanti dell'arte, membri di case reali e dell'elite sociale del tempo. La famiglia de Candia faceva parte della nobiltà italiana, e alla nascita, Cecilia Maria venne registrata come Cecilia Maria de Candia, "nobildonna" del Regno d'Italia.

## Matrimonio
Il matrimonio di Cecilia Maria de Candia e Godfrey Pearse, un "campione di scherma", avvenne il 29 febbraio 1872, a  Cattedrale di St.Paul, nella City di Londra. Il matrimonio, l'unione civile e la registrazione ebbero luogo a St George's Hanover Square nel gennaio 1872. Vissero prima a Londra e alcune stagioni a Brighton. Successivamente la nuova coppia iniziò a trascorrere del tempo a Parigi, a casa delle sorelle di Cecilia, e anche in Italia presso le residenze dei de Candia. Furono buoni amici e corrispondenti del pittore statunitense James McNeill Whistler.
Dopo continui problemi di infedeltà del marito con giovani uomini, Cecilia Maria chiese la separazione e la coppia divorziò nel 1889, ma proseguirono con successo un rapporto commerciale, legato a progetti editoriali e al lancio di libri.
La sua attrazione per la scrittura si sviluppò durante i suoi primi anni dell'adolescenza. Era una giovane donna appassionata e romantica, sempre innamorata della musica e delle liriche del tempo. Prese la sua passione come ispirazione per scrivere durante i suoi viaggi in Europa. Alcuni dei suoi primi lavori furono conservati dai suoi tutori. Scrisse anche poesie che vennero convertite in dipinti da alcuni famosi pittori dell'epoca. Dopo il matrimonio con Pearse, iniziò a dedicarsi al giardinaggio e alla fine scrisse alcuni testi interessanti che collegavano la conoscenza erboristica vittoriana alla cucina. Altre volte dedicò i suoi scritti al "mondo fantastico della natura" e infine esplorò il campo biografico e storico della scrittura, componendo alcuni libri importanti.
La maggior parte delle sue opere erano firmate Maria Cecilia, o MC e solo quelle pubblicate vennero firmate come Mrs Godfrey Pearse. Pubblicò tre libri.

## Opere
- The Romance of a Great Singer: A Memoir of Mario (1910) (con Frank Hird)
- L'orto e il cuoco: una guida alfabetica alla coltivazione degli ortaggi (1913);
- The Enchanted Past (1926).

## Ultimi anni
Dopo aver condiviso le case a Londra e in una residenza mediterranea nella regione ligure, al confine con Monaco e il Piemonte, decise di condurre un lavoro di ricerca per il suo successivo libro a casa di suo padre: la Villa Salviati in Toscana raccogliendo vecchie lettere e immagini; poco tempo dopo contrasse una malattia e morì nel suo cottage mediterraneo a Bordighera mentre si prende cura dei custodi e della sorella, l'artista Clelia de Candia.